# Mario Bischin
Mario Bischin, właściwie Marius Ioan Bischin (ur. 7 lipca 1986 w Sybinie) – rumuński piosenkarz i producent muzyczny. Laureat nagród Zhurma Show Awards 2010 w kategorii Best dance male za utwór „I.D. Lover” wraz z Revoltem Klanem oraz Dance Music Awards 2016 w kategorii Najlepszy duet z zespołem muzycznym Playboys. Wokalista został również nominowany do nagrody Bursztynowy Słowik festiwalu muzycznego Polsat Sopot Festival 2014 z utworem „Macarena”.

## Życiorys

### Wczesne życie
Marius Ioan Bischin urodził się 7 lipca 1986 w Sybinie. Działalność artystyczną rozpoczął w wieku 12 lat, występując w szkolnym chórze. Podczas edukacji w szkole średniej założył swój pierwszy zespół, z którym wystąpił w kilku programach radiowych i telewizyjnych, a także na festiwalach i koncertach w Rumunii.

### Kariera muzyczna
Mario Bischin zadebiutował utworem „No Goodbye”, który na rynku muzycznym ukazał się 3 lipca 2009. W 2010 do sprzedaży trafiły kolejne single pt. „Special”, skomponowany przez trio Play & Win, „I.D. Lover”, w którym gościnnie wystąpił Revolt Klan, oraz „So”. W tym samym roku Mario Bischin i Revolt Klan otrzymali nagrodę w kategorii Best dance male za utwór „I.D. Lover” podczas gali wręczenia nagród Zhurma Show Awards 2010.
30 czerwca 2012 ukazał się singel zatytułowany „Macarena”. W maju 2014 teledysk do tej piosenki osiągnął ponad 12 milionów wyświetleń w serwisie internetowym YouTube. Utwór uplasował się na drugim miejscu w notowaniu listy przebojów Związku Producentów Audio-Video.
31 maja 2013 piosenkarz wystąpił podczas gali finałowej Anioły są wśród nas – Finalistki Miss Wielkopolski 2013 w klubie YoYo w Ostrowie Wielkopolskim. 2 września tego samego roku wydał singel pt. „Leila”, do którego teledysk wyreżyserował Beny Cosma, natomiast
30 listopada 2013 wziął udział w koncercie Old Party Hits & Andrzejki 2013 w klubie Magnes Club w Woli Rychwalskiej.
20 stycznia 2014 na rynku muzycznym ukazał się singel zatytułowany „Tentacion”, zaś 6 maja tego samego roku, za pośrednictwem wytwórni muzycznej Magic Records, utwór pt. „Morena”, który zajął dwudzieste piąte miejsce w zestawieniu ZPAV oraz drugie na liście przebojów stacji radiowej Radio Rekord FM. 11 lipca 2014 został wydany singel „Maleya”, natomiast 30 października tegoż roku utwór zatytułowany „Sexy Mama”, który dotarł do pierwszego miejsca na liście AirPlay – Nowości oraz do dwudziestego czwartego miejsca w notowaniu ZPAV. 7 listopada tego samego roku ukazał się także singel „I Like” z udziałem Papajam, zajmujący trzydziestą siódmą pozycję w tym samym notowaniu. Do utworów „Morena”, „Sexy Mama” oraz „I Like” zostały zrealizowane teledyski, z czego za reżyserię drugiego z nich odpowiadała grupa Deejay White. 15 sierpnia 2014 piosenkarz zaprezentował się podczas festiwalu Disco pod gwiazdami w Amfiteatrze w Płocku, 16 sierpnia wziął udział w koncercie Disco pod Żaglami w Mrągowie, 23 sierpnia wystąpił w ramach konkursu podczas Polsat Sopot Festival, w którym został nominowany z utworem „Macarena” do nagrody Bursztynowy Słowik, natomiast 8 listopada wokalista zaprezentował swoją twórczość podczas festiwalu Łódź Disco Fest w Atlas Arenie w Łodzi. 18 grudnia 2014, nakładem wytwórni płytowej Magic Records, ukazał się debiutancki album studyjny piosenkarza zatytułowany Macarena. W tym samym roku wokalista, wraz z piosenkarzem Norbim, wystąpił gościnnie w piosence „Przyjaciele (Friends)”, pochodzącej z albumu Disco Machine grupy Coolers. Obraz do tegoż utworu został zrealizowany przez Sonic Art Studio.
10 marca 2015 do sprzedaży trafił album kompilacyjny Diamentowa kolekcja disco: Macarena, który został wydany przez firmę fonograficzną Universal Music Polska. 22 maja tego samego roku ukazał się singel pt. „Loca”, który zajął 3. miejsce na liście ZPAV oraz uzyskał w Polsce status złotej płyty, osiągając sprzedaż wynoszącą 10 tysięcy egzemplarzy. Do utworu powstał wideoklip, który został zrealizowany przez Deejay White. 28 lipca 2015, wraz z zespołem muzycznym Boys, Mario Bischin wydał piosenkę zatytułowaną „Ty i ja”, premierowo zaprezentowaną 24 lipca tego samego roku podczas Ogólnopolskiego Festiwalu Muzyki Tanecznej w Ostródzie, która uzyskała status potrójnej platynowej płyty, sprzedając się w liczbie 60 tysięcy egzemplarzy, oraz znalazła się na albumie studyjnym tegoż zespołu pt. 25 lat. Do utworu zrealizowano teledysk wyreżyserowany przez Marcina Załęskiego. 10 listopada 2015 ukazał się singel pt. „Niezapomniana”, do którego powstał wideoklip wyreżyserowany przez Deejay White. Wydawnictwo uzyskało status platynowej płyty, osiągając sprzedaż wynoszącą 20 tysięcy egzemplarzy. Utwór znalazł się na trzecim miejscu w notowaniu AirPlay – Nowości.
1 kwietnia 2016 przez wytwórnię płytową Magic Records został wydany singel zatytułowany „Boogie song”, do którego powstał teledysk wyreżyserowany przez Deejay White. Piosenka uplasowała się na osiemnastej pozycji na liście Top Dyskoteki. 6 czerwca tego samego roku, za pośrednictwem tej samej oficyny, ukazał się singel pt. „Zatrzymać cię”. Wideoklip do tegoż utworu został zrealizowany przez Deejay White. Piosenka dotarła do dwudziestego ósmego miejsca zestawienia Top Dyskoteki oraz siedemnastego listy przebojów Bestlista stacji radiowej Vox FM. W tym samym roku piosenkarz wystąpił w filmie Boys Extraklasa w reżyserii Marcina Załęskiego, a także wziął udział w nagraniu utworu „Jak ja kocham cię” grupy Yzzy, który uplasował się na siedemnastej pozycji zestawienia Bestlista rozgłośni radiowej Vox FM, oraz wystąpił w piosence „Lala Song” zespołu Playboys, która otrzymała status platynowej płyty, uzyskawszy sprzedaż w liczbie 20 tysięcy egzemplarzy.
W marcu 2017 wystąpił gościnnie w utworze „Marina” autorstwa Endrju, do którego wideoklip zrealizowała firma Rakoczy Film. 22 czerwca tego samego roku, przez wytwórnię muzyczną Bischin Records, został wydany singel zatytułowany „Balet”. Teledysk do tej piosenki wyreżyserowała grupa Deejay White. Utwór uplasował się na piętnastym miejscu listy Top Dyskoteki i czternastym w notowaniu Bestlista stacji Vox FM. 17 listopada 2017 ukazał się singel pt. „Mulatka”, do którego obraz został zrealizowany przez High Class Multimedia. Piosenka dotarła do trzeciej pozycji w zestawieniu Top Dyskoteki oraz dwudziestej na liście Bestlista rozgłośni radiowej Vox FM. W tym samym roku Mario Bischin, wraz z zespołem Playboys, został laureatem nagrody Dance Music Awards 2016 w kategorii Najlepszy duet.
1 czerwca 2018 wokalista wydał utwór zatytułowany „Bilet do gwiazd”, który uplasował się na trzynastym miejscu listy Top Dyskoteki. Do piosenki powstał teledysk w reżyserii Deejay White. 14 czerwca tego samego roku, za pośrednictwem wytwórni muzycznej Folk, ukazał się singel pt. „Summer Time (Ocean Park)”, w którym współudział wziął Gesek. Wydawnictwo dotarło do czterdziestej pierwszej pozycji w zestawieniu Top Dyskoteki. Do utworu powstał wideoklip. 15 listopada 2018 przez oficynę Bischin Records został wydany singel zatytułowany „Nasza noc”, do którego zrealizowano teledysk wyreżyserowany przez Deejay White. W tym samym roku piosenkarz wystąpił podczas pierwszej edycji festiwalu Coolturalne Żuławy w Nowym Stawie. 
W 2019 przez wytwórnię muzyczną Bischin Records został wydany singel pt. „Right Here Waiting”, który uplasował się na drugim miejscu w notowaniu Bestlista stacji radiowej Vox FM. 15 lipca tego samego roku na rynku muzycznym ukazał się utwór zatytułowany „Ulinyaua” wydany przez tę samą oficynę. Do obu wydawnictw zostały zrealizowane teledyski opublikowane w serwisie internetowym YouTube odpowiednio 12 czerwca oraz 12 lipca 2019. 21 sierpnia tegoż roku, w tym samym portalu, ukazał się wideoklip do utworu pt. „Niebiańskie oczy” zrealizowany przez WhiteEffect. Muzykę do piosenki skomponował sam wokalista, tekst napisał Endrju Kozajda, partie saksofonu wykonał Charis, natomiast za produkcję odpowiadali Mark Voss oraz WhiteEffect. 10 września 2019 utwór został wydany w postaci singla przez wydawnictwo muzyczne Bischin Records. W listopadzie tego samego roku Bischin i Project Mirosław Purzycki zrealizowali utwór „Nie warto Marto”, w którym udział wzięli Endrju, Michał Gielniak i Matomi. Do piosenki powstał teledysk.
8 maja 2020 za pośrednictwem serwisu internetowego YouTube ukazał się wideoklip do utworu pt. „Sorry Seems to Be the Hardest Word”. Obraz został wyreżyserowany przez WhiteEffect. 10 maja tego samego roku piosenka ukazała się w formie singla wydanego przez wytwórnię muzyczną Bischin Records. 5 sierpnia tegoż roku w serwisie YouTube został opublikowany teledysk do utworu „Całuję cię, pa, pa!”, w którym współudział wziął Bieniu. 11 sierpnia 2020, w tym samym portalu, ukazał się wideoklip do piosenki „Summer Fun”, którą wraz z Mario Bischinem wykonali Endrju i Tulipan. 11 września tego samego roku miała miejsce premiera teledysku do utworu pt. „Honey Bunny”. 15 września tegoż roku piosenka została wydana w postaci singla.

## Filmografia
| Tytuł             | Rok  | Rola   | Reżyseria      | Źródło |
| ----------------- | ---- | ------ | -------------- | ------ |
| „Boys Extraklasa” | 2016 | On sam | Marcin Załęski | [ 60 ] |

## Nagrody i nominacje
| Rok  | Kategoria                                         | Nagroda                    | Rezultat  | Źródło |
| ---- | ------------------------------------------------- | -------------------------- | --------- | ------ |
| 2010 | Best dance male („I.D. Lover”) (oraz Revolt Klan) | Zhurma Show Awards 2010    | Nagroda   | [ 3 ]  |
| 2014 | Słowik Publiczności („Macarena”)                  | Polsat Sopot Festival 2014 | Nominacja | [ 5 ]  |
| 2017 | Najlepszy duet (oraz Playboys)                    | Dance Music Awards 2016    | Nagroda   | [ 4 ]  |